# Fraxinus pennsylvanica
Espèce
Classification phylogénétique
Fraxinus pennsylvanica, le Frêne rouge ou Frêne rouge de Pennsylvanie, est une espèce de plantes à fleurs de la famille des Oleaceae. C'est un arbre qui, en Amérique du Nord, peuple une vaste zone allant de la côte atlantique jusqu'au Colorado, à l'Alberta et au Montana à l'ouest.

## Description
C'est un arbre de taille moyenne, généralement 12 à 25 mètres et dont le tronc reste en dessous de 60 cm de diamètre.
L'écorce grise chez les arbres jeunes est fissurée chez les sujets plus âgés.
Les feuilles, composées, pennées, longues de  15 à 30 centimètres comportent généralement 5 à 9 folioles à court pétiole de couleur verte devenant jaune doré à l'automne.
Les fleurs portent soit des grappes de fleurs mâles soit des grappes de fleurs femelles. Les fruits possèdent une poche à graines et une aile.
Il est parfois divisé en deux variétés Fraxinus pennsylvanica var. pennsylvanica et Fraxinus pennsylvanica var. lanceolata (Borkh.) Sarg. (syn. var. subintegerrima (Vahl) Fern.)

## Habitat
Son habitat naturel couvre une vaste zone en Amérique du Nord. Il pousse dans tous les états à l'est des Rocheuses jusqu'à l'Alberta au nord et le Texas au sud.

## Utilisation
Le Frêne rouge est très utilisé comme arbre d'alignement au Canada, aux États-Unis et aussi en Europe et en Australie car sa forme correspond aux besoins de cette utilisation et il est très résistant à la pollution et aux maladies.
Le bois est de qualité inférieure à celui du Frêne commun. Il est utilisé par des luthiers pour la fabrication de guitares.